# Željko Jerkov
Željko Jerkov, född 6 november 1953 i Pula, Kroatien (dåvarande SR Kroatien i Jugoslavien), är en kroatisk basketspelare som tog tog OS-guld 1980 i Moskva. Detta var det dåvarande Jugoslaviens andra medalj i rad i basket vid olympiska sommarspelen. Han var även med och tog OS-silver 1976 i Montréal. 